# Atletiek op de Paralympische Zomerspelen 2024 - Verspringen mannen T38
Het Verspringen voor mannen klasse T38 op de Paralympische Zomerspelen 2024 vond plaats van op 4 september in het Stade de France. Deze klasse is voor mannelijke atleten met cerebrale parese. Zij hebben de lichtste vorm van beperking veroorzaakt door deze aandoening, vaak slechts in één ledemaat, welke geen invloed heeft op het vermogen om te lopen, wandelen of springen, maar wel op de prestaties. T38-atleten kunnen last hebben van kleine coördinatieproblemen.  
Titelverdediger was Zhu Dening uit China, hij werd in 2024 opgevolgd door Khetag Khinchagov. De Chinees Zhong Huanghao behaalde het zilver en de Colombiaan José Lemos won de bronzen medaille.

## Records
Voorafgaand aan het toernooi waren dit het wereldrecord en het Paralympisch record.
| Wereldrecord        | China Zhu Dening | 7.31 | Tokio | 1 september 2021 |
| Paralympisch record | China Zhu Dening | 7.31 | Tokio | 1 september 2021 |

## Uitslag
| Rang   | Atleet               | Atleet | #1   | #2   | #3   | #4   | #5   | #6   | Resultaat | Bijz. |
| ------ | -------------------- | ------ | ---- | ---- | ---- | ---- | ---- | ---- | --------- | ----- |
| Goud   | Khetag Khinchagov    | NPA    | 6.31 | 5.99 | 6.13 | 6.52 | 6.32 | 6.09 | 6.52      | SB    |
| Zilver | Zhong Huanghao       | CHN    | x    | 6.50 | 6.00 | 6.14 | x    | 6.36 | 6.50      |       |
| Brons  | José Lemos           | COL    | 5.94 | 6.28 | 6.20 | 6.24 | 5.92 | 6.40 | 6.40      | SB    |
| 4      | Karim Chan           | GBR    | x    | 6.32 | x    | 6.16 | 6.19 | 6.39 | 6.39      |       |
| 5      | Nick Mayhugh         | USA    | 5.75 | 5.86 | 5.87 | 5.94 | 6.12 | 6.32 | 6.32      | PB    |
| 6      | Ryan Medrano         | USA    | 5.82 | x    | 6.23 | 5.82 | 6.21 | 5.76 | 6.23      | PB    |
| 7      | Mohamed Farhat Chida | TUN    | 6.00 | 5.87 | 5.83 | 5.58 | 5.67 | 5.69 | 6.00      |       |
| 8      | Zhou Peng            | CHN    | 5.64 | 5.43 | 5.77 | x    | 5.51 | 5.46 | 5.77      |       |